# Dianaapa
Dianaapa eller Dianamarkatta (Cercopithecus diana) är en primat i släktet markattor som förekommer i västra Afrika.

## Utseende
Den största delen av pälsen är svart men halsen, bröstet och armarnas främre sidor är vita. Höften är orange och även på ryggen förekommer en orange skugga i den svarta pälsen. På pannan finns en vit tofs. Kroppslängden varierar mellan 40 och 55 cm och därtill kommer en upp till 75 cm lång svans. Vikten varierar mellan fyra och sju kilogram.

## Utbredning
Utbredningsområdet regnskogar utmed Västafrikas södra kust. Regionen sträcker sig från Sierra Leone (till exempel i Golaregnskogens nationalpark) till Elfenbenskusten.

## Levnadssätt
Dianaapan vistas främst i träd i tropisk regnskog. Den är dagaktiv och bildar flockar med genomsnittligen 15 till 20 individer. Flocken består av en hanne, flera honor och deras ungar. Revirets storlek varierar mellan en halv till en kvadratkilometer. Födan utgörs av frukt, blommor och frön samt insekter och andra ryggradslösa djur.
Dräktigheten varar i ungefär fem månader och sedan föder honan vanligen en unge. Ungen avvänjas efter cirka sex månader och efter tre år är den könsmogen. Livslängden i naturen uppskattas till 20 år.

## Status och hot
Arten hotas främst av jakt samt av skogsavverkningar. Därför och även på grund av det begränsade utbredningsområde kategoriseras Dianaapan av IUCN som sårbar (VU).

## Systematik
Dianaapans närmaste släkting är Cercopithecus roloway som tidigare behandlades som underart till Cercopithecus diana. Tillsammans bildar de en undergrupp i släktet markattor.